# گربه‌کوسه تن‌سفید
گربه‌کوسه تن‌سفید (نام علمی: Apristurus albisoma) نام یک گونه از سرده گربه‌کوسه‌های دیو است.